# La Habana Vieja

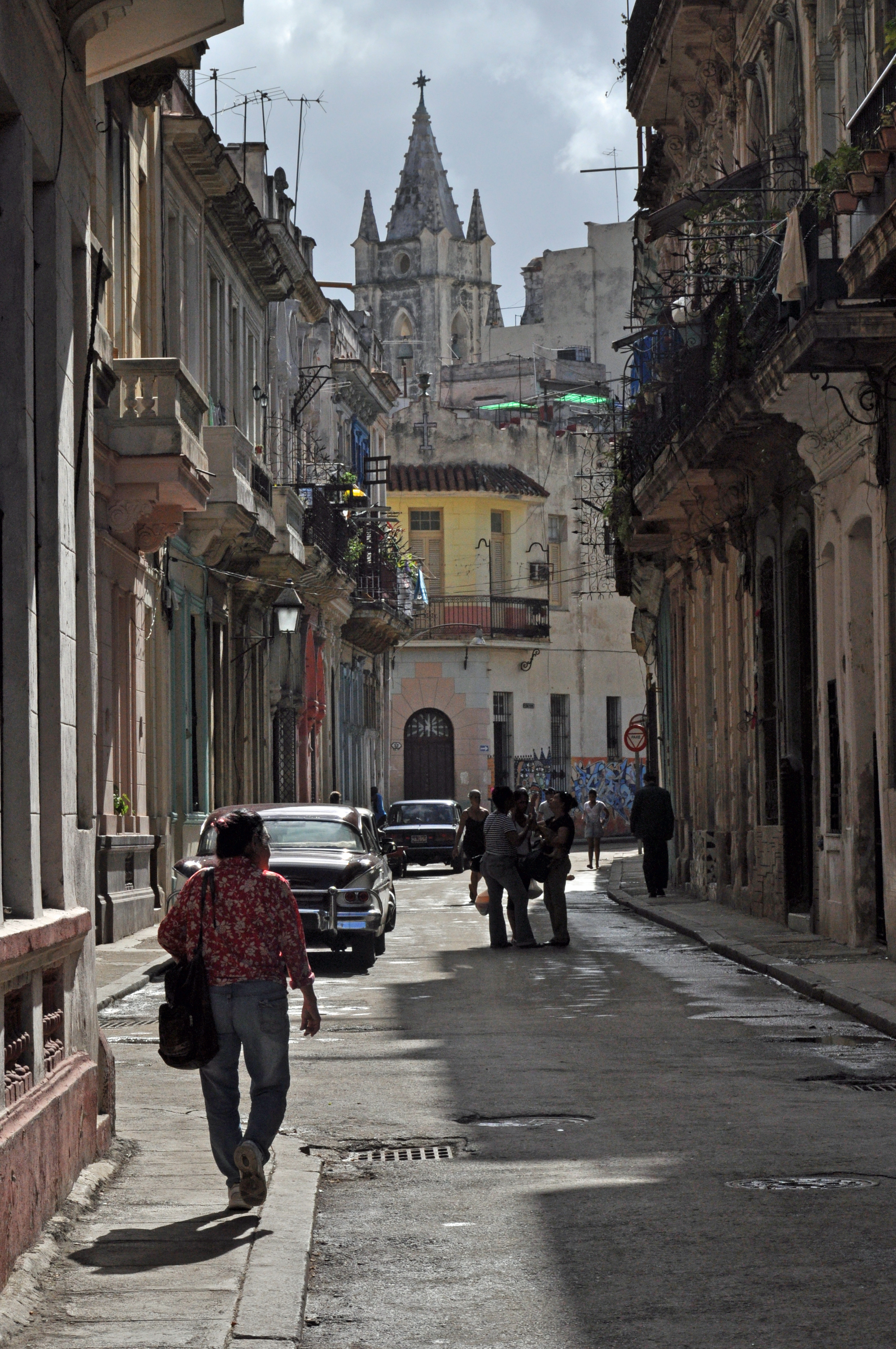
Straße im unrestaurierten Teil Habana Viejas

La Habana Vieja (span. für Alt-Havanna) ist der historische Kern der kubanischen Hauptstadt Havanna. La Habana Vieja gehört seit 1982 zum von der UNESCO registrierten Weltkulturerbe.

## Geschichte

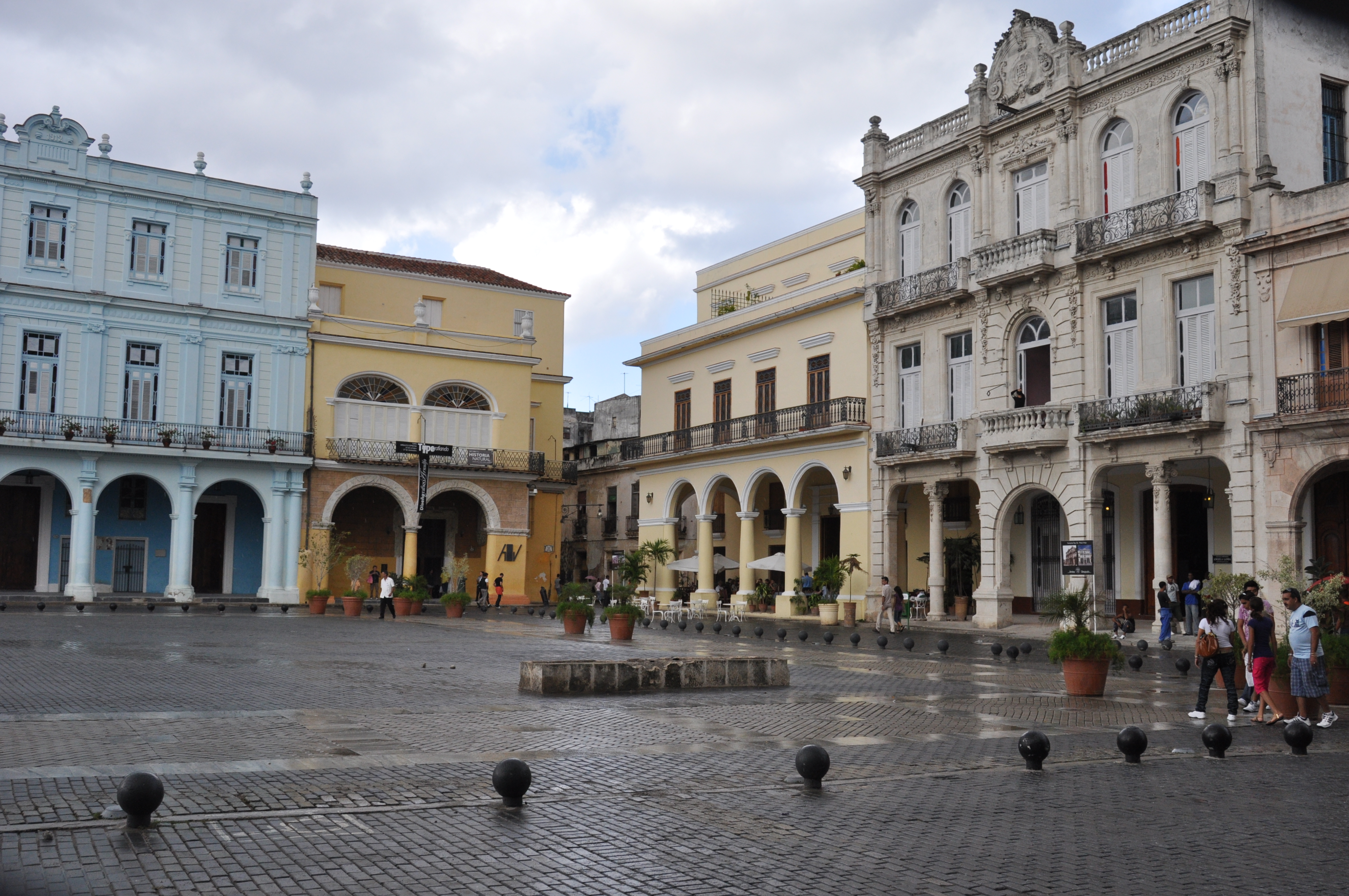
Der Plaza Vieja (Alter Platz)

Die Stadt Havanna wurde im Jahre 1519 als Teil des Spanischen Kolonialreichs mit einem natürlichen Hafen an der Bucht von Havanna gegründet. Sie wurde zu einem wichtigen Stützpunkt für Zwischenstopps spanischer Galeonen, beladen mit Schätzen aus der Neuen Welt auf dem Weg in die Alte Welt. Im 17. Jahrhundert war die Stadt eines der größten Werftzentren. Sie wurde im barocken und neoklassizistischen Stil erbaut.
Viele Gebäude fielen nach der kubanischen Revolution dem Verfall zum Opfer, in einem 1994 gestarteten Programm wird der Stadtteil jedoch restauriert und für den internationalen Tourismus entwickelt.
La Habana Vieja wurde durch den französischen Korsaren Jacques de Sores zerstört und abgebrannt. Der Pirat konnte die Stadt relativ einfach einnehmen und die Reste verbrennen. Nachdem die feindlichen Kämpfer entsprechend dezimiert waren, verließ de Sores die Stadt ohne die enormen Schätze zu finden, die er sich in der Stadt erhofft hatte. Er verließ die Stadt nahezu zerstört und setzte sie unter Feuer, woraufhin sie fast bis auf die Grundmauern niederbrannte.
Als Folge daraus verstärkten die Spanier ihre Militärpräsenz in der Stadt und begannen damit, Festungen und Stadtmauern zu bauen, um die Stadt zu schützen. Die erste Festung, die gebaut wurde, war 1558 das Castillo de la Real Fuerza. Der Bau wurde vom Ingenieur Bartolomé Sanchez geleitet. Der Verlauf der ehemaligen Stadtmauer bildet heute die Grenze des Stadtteils La Habana Vieja.
Die Architektur erinnert an die von Cádiz oder Teneriffa. In der Altstadt befinden sich alle historischen Baudenkmäler, die Kirchen und Kloster, die Paläste, die Alleen, die Arkaden sowie die hohe Bevölkerungsdichte. Die Festungen verteilen sich außerhalb ringförmig um die Altstadt. Der kubanische Staat unternimmt mit Hilfe internationaler Spendengelder große Anstrengungen, um die Bauwerke zu erhalten bzw. zu rekonstruieren.

## Sehenswürdigkeiten

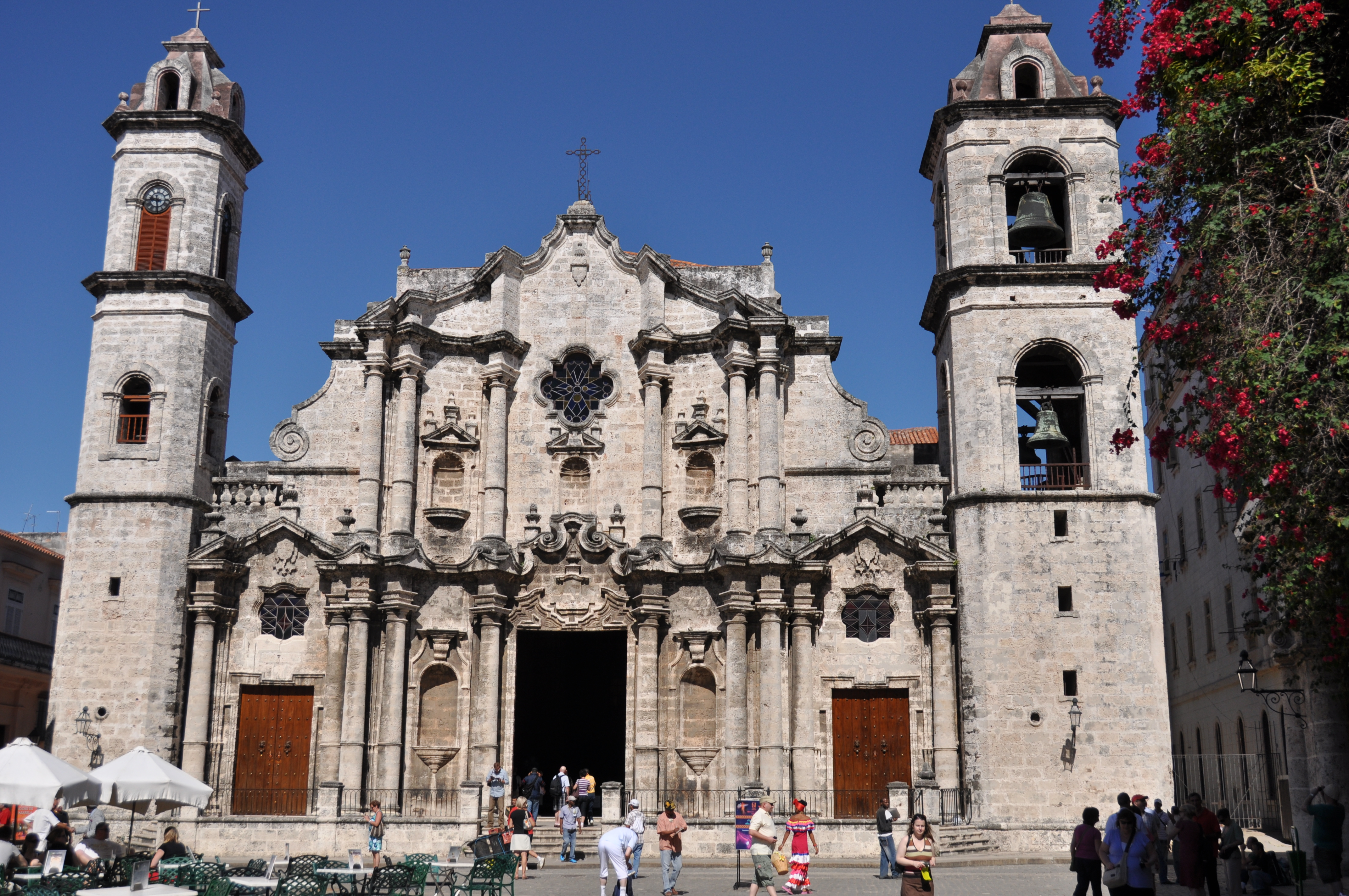
Kathedrale von Havanna

- Die Festung San Salvador de la Punta befindet sich am gegenüberliegenden Ufer des Castillo El Morro, am Beginn des Malecón. Sie hat nicht die großen Ausmaße der beiden obigen Festungen und wurde zwischen 1590 und 1629 zur besseren Verteidigung des Hafens gebaut. Nachts wurde eine dicke Kette zwischen El Morro und San Salvador de la Punta gespannt, um das heimliche Einlaufen von feindlichen Schiffen in die Bucht zu unterbinden.
- Das Castillo de la Real Fuerza diente als Festung der königlichen spanischen Armee. Es schließt die Plaza de Armas ab. Die Festung war die erste große Stadtbefestigung Havannas. Baubeginn war 1558 auf den Ruinen der alten, zerstörten Festung. Im selben Jahr sandte die spanische Krone den Baumeister Bartolomé Sanchez zusammen mit 14 offiziellen Steinmetzen nach Kuba, um den Wiederaufbau der Festung zu leiten, die vom Korsaren Jacques de Sores zerstört und in Brand gesetzt wurde.
- Die Kathedrale San Cristóbal ist das auffälligste Gebäude auf der Plaza de la Catedral. Ursprünglich eine Kapelle wurde sie 1748 auf Befehl des Bischofs von Salamanca, Jose Felipe de Trespalacios errichtet.
- Das Capitol wurde nach Vorbild des Pariser Panthéon gebaut, sieht dem US-Kapitol ähnlich und diente bis 1959 als Sitz der Legislative.[1]
- Das Galicische Zentrum am Parque Central wurde im wilhelminischen Stil erbaut und diente zwischen 1907 und 1914 als Sozial-Club für galicische Einwanderer.
- Der Plaza de Armas (Waffenplatz) ist eines der wesentlichsten touristischen Zentren. Der Platz verdankt seinen Namen den militärischen Zeremonien, die hier seit dem 16. Jahrhundert stattfanden.
- Der Palacio de los Capitanes Generales an der Plaza de Armas ist ein ehemaliger Regierungssitz von Kuba und gilt als eines der herausragendsten Beispiele des kubanischen Barock. Das vom Ingenieur Antonio Fernández de Trebejos entworfene Gebäude wurde ab 1776 errichtet und 1791 von Luis de las Casas y Aragorri eingeweiht. Es beherbergte bis 1898 die spanische Kolonialregierung, war von 1899 bis 1902 Sitz der US-amerikanischen Interventionsregierung, und diente von 1902 bis 1920 als Regierungssitz der Republik Kuba, es beherbergt seit 1968 das Stadtmuseum von Havanna.[2]
- Das Teatro García Lorca ist ein weltberühmtes Theater, auch wegen des gefeierten Nationalballett von Kuba und dessen Gründerin Alicia Alonso. Das Theater beherbergt außerdem die größte Konzerthalle Kubas.
- Das Revolutionsmuseum. Es befindet sich im ehemaligen Präsidentenpalast. Die Yacht Granma ist hier zu sehen.
- Der Parque Central ist ein kleiner Stadtpark gegenüber dem Kapitol.
- Die Basilica Menor de San Francisco de Asis.

## Weltkulturerbe
Im Jahre 1982 wurde Habana Vieja zusammen mit den Festungsanlagen zum UNESCO-Weltkulturerbe erklärt. Eine entsprechende Kampagne zur Erhaltung des authentischen Charakters der Gebäude wurde ein Jahr später gestartet.
| UNESCO-ID | Bezeichnung                                      | Größe in ha | Pufferzone in ha | Koordinaten                     |
| --------- | ------------------------------------------------ | ----------- | ---------------- | ------------------------------- |
| 204-001   | La Habana Vieja                                  | 214         |                  | 23° 8′ 9,4″ N, 82° 21′ 30″ W    |
| 204-002   | Castillo de los Tres Reyes del Morro             | 1,4         |                  | 23° 9′ 1,5″ N, 82° 21′ 24″ W    |
| 204-003   | Fortaleza de San Carlos de la Cabaña             | 9,2         |                  | 23° 8′ 50″ N, 82° 21′ 0″ W      |
| 204-004   | Hornabeque de San Diego                          | 1,1         |                  | 23° 8′ 51,2″ N, 82° 20′ 12,8″ W |
| 204-005   | Fuerte Nº1                                       | 0,35        |                  | 23° 9′ 30,8″ N, 82° 20′ 4,9″ W  |
| 204-006   | Torreón de San Lázaro                            | 0,001       |                  | 23° 8′ 29,8″ N, 82° 22′ 26,7″ W |
| 204-007   | Castillo de Santa Dorotea de Luna de la Chorrera | 0,5         |                  | 23° 7′ 55,3″ N, 82° 24′ 34,3″ W |
| 204-008   | Castillo de Cojímar                              | 1,5         |                  | 23° 10′ 2,2″ N, 82° 17′ 40,8″ W |
| 204-009   | Polvorín de San Antonio                          | 5,2         |                  | 23° 7′ 10,7″ N, 82° 20′ 47,8″ W |
| 204-010   | Castillo de Santo Domingo de Atarés              | 0,5         | 99,2             | 23° 7′ 12,8″ N, 82° 21′ 40,7″ W |
| 204-011   | Castillo del Príncipe                            | 5           | 11,2             | 23° 7′ 50,9″ N, 82° 23′ 9,7″ W  |

## Trivia
Das Tauwetter in den politischen Beziehungen konnte im Frühjahr 2015 genutzt werden, um eine Botschaft des friedlichen Miteinanders aller Völker zu dokumentieren. Für eine Ausstellung der United Buddy Bears wurde der zentral gelegene Platz vor dem ehemaligen Kloster San Francisco de Asís in der Altstadt Havannas ausgesucht. 128 Länderbären standen ‚Hand in Hand‘ und symbolisierten so die Botschaft eines friedlichen Miteinanders.

## Partnerstädte
- Torrelavega, Kantabrien, Spanien
- Vivero, Galicien, Spanien
- Cartagena, Kolumbien
- Tepic, Nayarit, Mexiko
- Sintra, Portugal